# Hugh Harris
Hugh Harris (ur. 19 lipca 1987) – gitarzysta angielskiego indierockowego zespołu The Kooks. Gra na gitarze Gibson ES 335.
Hugh uczęszczał do Brighton Institute of Modern Music, gdzie poznał swoich przyszłych przyjaciół z zespołu The Kooks.